# Sarcopera tepuiensis
Sarcopera tepuiensis är en tvåhjärtbladig växtart. Sarcopera tepuiensis ingår i släktet Sarcopera och familjen Marcgraviaceae.

## Underarter
Arten delas in i följande underarter:
- S. t. coccinea
- S. t. tepuiensis